# Hipótesis del gradiente de estrés
La hipótesis del gradiente de estrés (HGE) es una teoría evolutiva en ecología microbiana que proporciona un marco para predecir cuándo se observarán interacciones positivas o negativas en un hábitat. El HGE establece que la facilitación, la cooperación o el mutualismo deberían ser más comunes en ambientes estresantes, en comparación con ambientes benignos (es decir, exceso de nutrientes o recursos) donde la competencia, antagonismo, o el parasitismo deberían ser más comunes.
1. ↑  Bertness, Mark D.; Callaway, Ragan (1994-05). «Positive interactions in communities». Trends in Ecology & Evolution 9 (5): 191-193. ISSN 0169-5347. doi:10.1016/0169-5347(94)90088-4.
2. ↑  Hammarlund, Sarah P.; Harcombe, William R. (18 de julio de 2019). «Refining the stress gradient hypothesis in a microbial community». Proceedings of the National Academy of Sciences 116 (32): 15760-15762. ISSN 0027-8424. doi:10.1073/pnas.1910420116.

- Datos: Q115127448